# Szekigucsi Taró
Szekigucsi Taró, nyugaton Taro Sekiguchi (Tokió, 1975. december 5. –) korábbi motorversenyző, a MotoGP negyedliteres géposztályának tagja.
A sorozatban 1999-ben mutatkozott be, első két évében csak a japán versenyen indult, 2000-ben pontot is szerzett, tizennegyedik lett. 2003-at kivéve egészen 2007-ig állandó tagja volt a mezőnynek, bár nem játszott meghatározó szerepet, csak elvétve szerzett pontot. 2007-ben, egy Marco Simoncellivel történő ütközést követően súlyos sérüléseket szenvedett, ez pályafutása végét jelentette.

## Teljes MotoGP-eredménylistája[1]
(Táblázat értelmezése)

(Félkövér: pole-pozícióból indult; dőlt: leggyorsabb kört futott) 

| Év   | Géposztály | Csapat                | Motor  | 1      | 2      | 3      | 4      | 5      | 6      | 7      | 8      | 9      | 10     | 11     | 12     | 13     | 14     | 15     | 16     | 17     | 18     | Pont | Poz. |
| ---- | ---------- | --------------------- | ------ | ------ | ------ | ------ | ------ | ------ | ------ | ------ | ------ | ------ | ------ | ------ | ------ | ------ | ------ | ------ | ------ | ------ | ------ | ---- | ---- |
| 1999 | 250 cm³    | Yamaha                | YZR250 | MAL -  | JPN NC | ESP -  | FRA -  | ITA -  | CAT -  | NED -  | GBR -  | GER -  | CZE -  | IMO -  | VAL -  | AUS -  | RSA -  | BRA -  | ARG -  |        |        | 0    | -    |
| 2000 | 250 cm³    | Yamaha                | YZR250 | RSA -  | MAL -  | JPN 14 | ESP -  | FRA -  | ITA -  | CAT -  | NED -  | GBR -  | GER -  | CZE -  | POR -  | VAL -  | BRA -  | PAC -  | AUS -  |        |        | 2    | 35.  |
| 2001 | 250 cm³    | Yamaha                | YZR250 | JPN 10 | RSA -  | ESP -  | FRA -  | ITA -  | CAT 13 | NED -  | GBR -  | GER -  | CZE 16 | POR NC | VAL 17 | PAC 9  | AUS 12 | MAL -  | BRA -  |        |        | 20   | 22.  |
| 2002 | 250 cm³    | Yamaha                | YZR250 | JPN NC | RSA NC | ESP 15 | FRA 12 | ITA NC | CAT 16 | NED 17 | GBR 14 | GER 16 | CZE -  | POR -  | BRA -  | PAC -  | MAL -  | AUS -  | VAL -  |        |        | 7    | 29.  |
| 2004 | 250 cm³    | NC World Trade Yamaha | YZR250 | RSA 22 | ESP 15 | FRA 21 | ITA 21 | CAT 18 | NED 19 | BRA 20 | GER 17 | GBR 19 | CZE NC | POR 17 | JPN 18 | QAT 13 | MAL NC | AUS NC | VAL NC |        |        | 4    | 31.  |
| 2005 | 250 cm³    | Campetella-Aprilia    | RS250  | ESP -  | POR -  | CHN -  | FRA -  | ITA -  | CAT -  | NED -  | USA -  | GBR NC | GER 18 | CZE NC | JPN 22 | MAL 10 | QAT 10 | AUS NC | TUR NC | VAL 15 |        | 13   | 21.  |
| 2006 | 250 cm³    | Campetella-Aprilia    | RS250  | ESP -  | QAT -  | TUR -  | CHN -  | FRA -  | ITA -  | CAT -  | NED -  | GBR -  | GER -  | USA -  | CZE 17 | MAL 13 | AUS 19 | JPN 18 | POR 18 | VAL 16 |        | 3    | 31.  |
| 2007 | 250 cm³    | Campetella-Aprilia    | RS250  | QAT NC | ESP 17 | TUR NC | CHN 14 | FRA 14 | ITA 15 | CAT 15 | GBR 13 | NED 12 | GER 16 | USA -  | CZE -  | RSM -  | POR -  | JPN -  | AUS 18 | MAL 18 | VAL 19 | 13   | 23.  |